# Tête des Cuveaux
La tête des Cuveaux est un sommet du massif des Vosges culminant à 781 m d'altitude, dans la commune d'Éloyes, dans le département des Vosges, en France.

## Toponymie

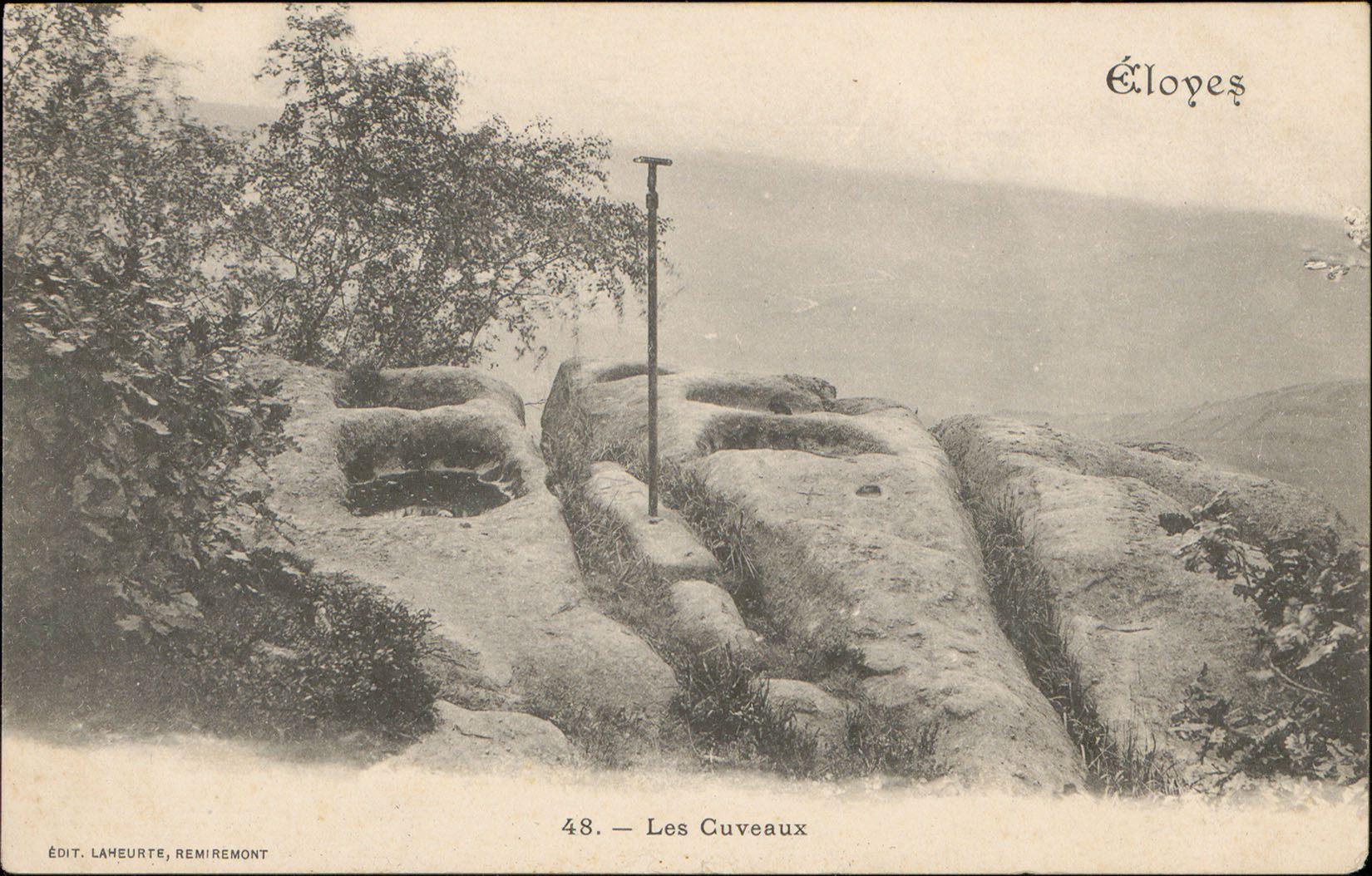
Les cuveaux
(carte postale Laheurte).

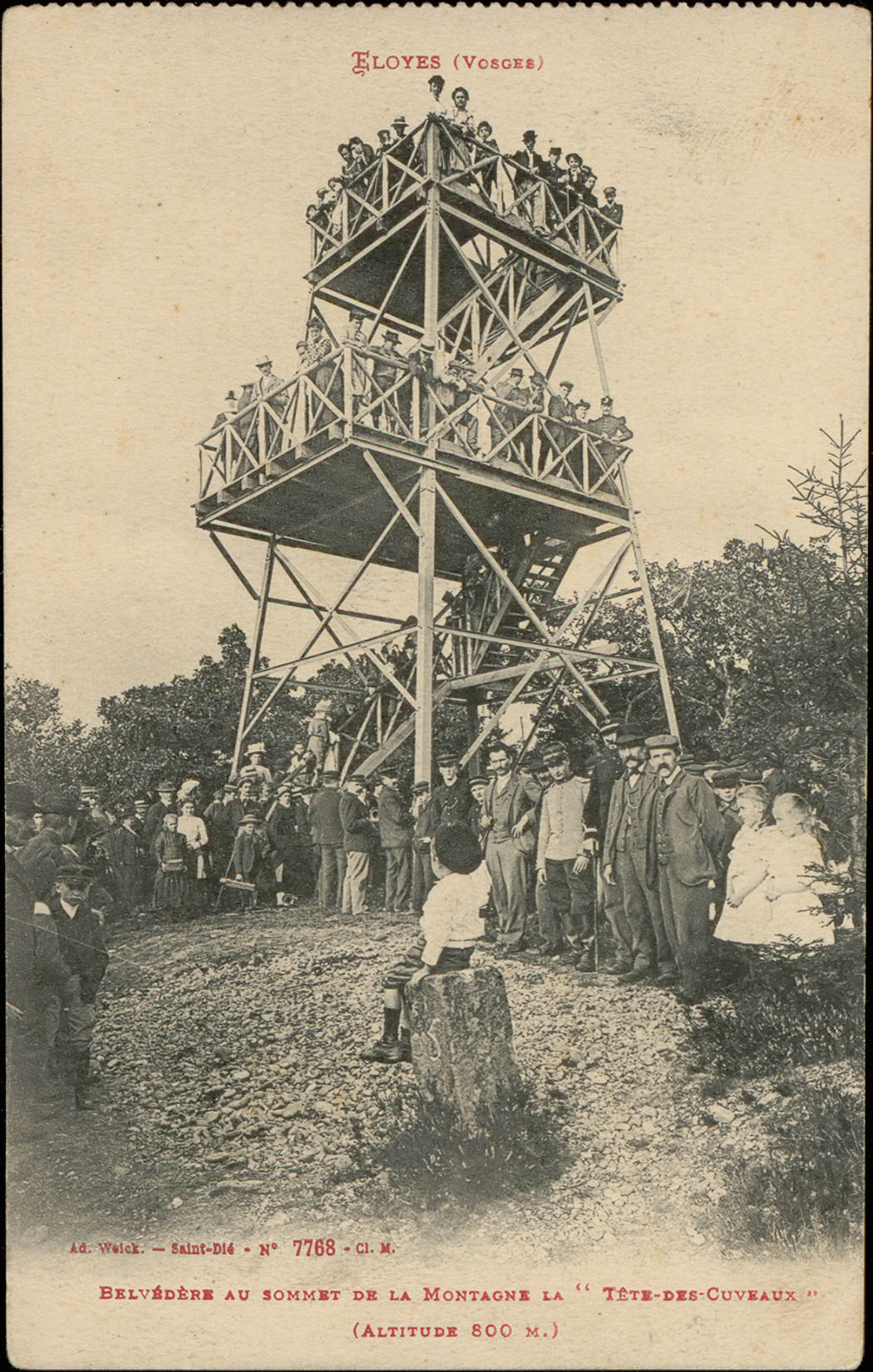
Le belvédère
(carte postale Adolphe Weick).

Tête désigne un sommet remarquable associé à une proéminence dont la partie supérieure prend le plus souvent une forme arrondie. Cuveaux vient des cavités creusées dans le grès ayant un diamètre de 70 cm.

## Géographie
Le site dispose d'un promontoire qui domine la vallée de la Moselle, un belvédère de neuf mètres de hauteur est disposé avec une table d'orientation. De possibles anciens glaciers devaient exister, comme en témoigne la présence d'érosion venant des eaux de fonte à la surface de ces glaciers.

## Histoire
Un magnétisme naturel provenant des roches à cupules laisse penser que le sommet était occupé par d'autres civilisations, et notamment les Leuques,.